# Aloe antandroy
Aloe antandroy là một loài thực vật có hoa trong họ Măng tây. Loài này được (Decary) H.Perrier mô tả khoa học đầu tiên năm 1926.